# Colonia Veinte de Noviembre, Michoacán de Ocampo
Colonia Veinte de Noviembre är en ort i Mexiko.   Den ligger i kommunen Coahuayana och delstaten Michoacán de Ocampo, i den södra delen av landet, 500 km väster om huvudstaden Mexico City. Colonia Veinte de Noviembre ligger 35 meter över havet och antalet invånare är 677.
Terrängen runt Colonia Veinte de Noviembre är varierad. Runt Colonia Veinte de Noviembre är det ganska glesbefolkat, med 32 invånare per kvadratkilometer. Närmaste större samhälle är Coahuayana Viejo, 4,2 km väster om Colonia Veinte de Noviembre. I omgivningarna runt Colonia Veinte de Noviembre växer huvudsakligen savannskog.